# Tedeschi della Dobrugia

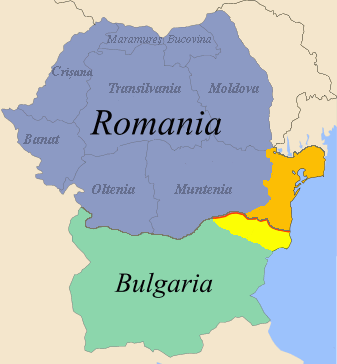
La Dobrugia – in Bulgaria giallo, in Rumania arancio

I tedeschi della Dobrugia sono un gruppo etnico tedesco, insediatosi presso il delta del Danubio intorno all'anno 1840, quando il territorio era ancora sotto la sovranità ottomana.

## Storia
Erano prevalentemente contadini e rappresentavano l'1,5% della popolazione totale. Dopo la guerra tra Russia e Turchia del 1877-1878, la Dobrugia passò alla Russia, mentre la Dobrugia meridionale, dove vivevano poche centinaia di tedeschi, restò alla Bulgaria.
Dopo la prima guerra mondiale il territorio è passato alla Romania. 
Nel 1940, a seguito del Patto Molotov-Ribbentrop, circa 16.000 tedeschi sono stati trasferiti: 6.000 sono stati inviati nel Protettorato di Boemia e Moravia e il resto nel Wartheland, da cui sono stati espulsi nel 1945.